# Ampakine

CX-516, eines der frühesten und ein prototypisches Ampakin

Ampakine, auch als AMPAkines bezeichnet, sind eine Untergruppe von AMPA-Rezeptor-positiven allosterischen Modulatoren mit Benzamid oder einer eng verwandten chemischen Struktur. Ampakine haben ihren Namen vom AMPA-Rezeptor (AMPAR), einer Art ionotropen Glutamatrezeptor, mit dem die Ampakine interagieren und als positive allosterische Modulatoren (PAMs) wirken.
Seit den 2000er-Jahren wird der Einsatz von Ampakin für eine Reihe von Erkrankungen untersucht, die mit geistigen Beeinträchtigungen und Störungen einhergehen, wie z. B. die Alzheimer-Krankheit, Morbus Parkinson, Schizophrenie, schweren Depressionen oder neurologische Störungen wie die Aufmerksamkeitsdefizit-/Hyperaktivitätsstörung (ADHS).
Des Weiteren wurden Berichten zufolge Ampakine in den 2000er-Jahren von der DARPA zur Behandlung der durch Schlafentzug verursachten verminderten kognitiven Leistungsfähigkeit untersucht.